# Koivusaari (ö i Finland, Lappland, Norra Lappland, lat 67,29, long 26,71)
Koivusaari är en ö i Finland. Den ligger i vattendraget Kitinen och i kommunen Sodankylä i den ekonomiska regionen Norra Lappland och landskapet Lappland, i den norra delen av landet, 800 km norr om huvudstaden Helsingfors. Öns area är 1,4 hektar och dess största längd är 230 meter i sydöst-nordvästlig riktning.